# George of the Jungle 2
George of the Jungle 2 is een Amerikaanse direct-naar-videofilm uit 2003. De film is het vervolg op George of the Jungle en net als zijn voorganger gebaseerd op de animatieserie uit 1967. De film werd geregisseerd door David Grossman.

## Verhaal
Vijf jaar zijn verstreken sinds George trouwde met Ursula. De twee wonen samen in Georges boomhut en hebben een zoon: George Jr. Zijn rol als vader en echtgenoot blijkt voor George lastig te combineren met zijn positie als koning van de jungle. De problemen nemen toe wanneer een leeuw George uitdaagt voor een gevecht om de titel “koning van de jungle” en Ursula’s moeder, Beatrice, samenspant met Ursula’s ex-verloofde, Lyle, in een poging Ursula en haar zoon terug naar de beschaving te halen.
Beatrice nodigt Ursula, George en George Jr. uit in Las Vegas. Tijdens het bezoek proberen Beatrice en enkele van Ursula’s oude vriendinnen en collega’s haar ervan te overtuigen dat George niet de juiste man voor haar is. Ursula blijft echter bij haar standpunt. George neemt alles wat Ursula te horen krijgt voor waar aan en denkt dat hij niet goed genoeg voor haar is.
Georges oude mentor, Ape, is een gokker geworden. Hij staat flink in de schulden bij meerdere mensen, waaronder Lyle. Lyle wil van Ape de eigendomsakte van Ape Mountain, maar George blijkt deze te bezitten. Lyle steelt de akte en stuurt twee van zijn agenten, Sally en Kowalski, naar Ape Mountain om deze geschikt te maken voor een bouwproject. De bange dieren roepen de leeuw op om hen te beschermen.
George hoort wat er gaande is en keert terug naar de jungle. Hij verslaat de meeste schurken. Sally en Kowalski zetten hun zinnen op de boomhut. George krijgt hulp van Rocky, die zonder moeite afrekent met Sally en Kowalski.
Daar ze er niet in slaagde Ursula te laten scheiden van George, huurt Beatrice een hypnotiseur in om Ursula’s geheugen te wissen, zodat ze George vergeet. Ursula denkt nu dat ze getrouwd is met Lyle. George kan niets anders doen dan vertrekken. Hij laat zijn geluksamulet achter bij Ursula en vertrekt met Ape uit Las Vegas. Ondertussen probeert Lyle tevergeefs Ursula het hof te maken. Langzaam krijgt Ursula haar geheugen terug, waarna ze terugkeert naar George.

## Rolverdeling

### Acteurs
| Acteur                | Personage                  |
| --------------------- | -------------------------- |
| Christopher Showerman | George, King of The Jungle |
| Julie Benz            | Ursula Stanhope            |
| Angus T. Jones        | George Jr.                 |
| Thomas Haden Church   | Lyle Van de Groot          |
| Christina Pickles     | Beatrice Stanhope          |

### Stemacteurs
| Acteur                   | Personage                    |
| ------------------------ | ---------------------------- |
| John Cleese              | Ape                          |
| Michael Clarke Duncan    | Mean Lion                    |
| John Kassir              | Rocky, Armando               |
| Keith Scott              | Verteller                    |
| Kevin Greutert           | Tookie                       |
| Kevin Michael Richardson | Grouchy Ape, Chimp           |
| Tress MacNeille          | Tiger                        |
| Dee Bradley Baker        | Little Monkey, Water Buffalo |

## Nederlandse Nasynchronisatie
| Acteur             | Personage     |
| ------------------ | ------------- |
| Frans van Deursen  | George        |
| Donna Vrijhof      | Ursula        |
| Julius de Vriend   | George Junior |
| Annemarie Oster    | Beatrice      |
| Rutger Le Poole    | Lyle          |
| Rob van de Meeberg | Ape           |
| Ben Maasdam        | Verteller     |

## Achtergrond
Brendan Fraser, die in de eerste film de rol van George speelde, wilde niet meewerken aan de sequel daar hij al werkte aan Looney Tunes: Back in Action. In de film wordt hier een paar maal naar verwezen in de dialogen tussen de personages. Zo vertelt George tegen de verteller dat hij gespeeld wordt door een andere acteur, daar de studio te gierig was om Brendan Fraser in te huren. De acteurs uit de eerste film die wel terugkeerden, zijn Thomas Haden Church, John Cleese en Keith Scott
De film bevat een aantal referenties naar Disney’s Tarzan. Zo leest George Jr. een Tarzan-boek en geeft hij aan liever over boomstammen te glijden dan aan lianen te slingeren; iets wat Tarzan in de Disneyfilm vaak doet.